# Série de championnat de la Ligue nationale de baseball 2012
La Série de championnat de la Ligue nationale de baseball 2012 est la 43e série finale de la Ligue nationale de baseball, dont l'issue détermine le représentant de cette ligue à la Série mondiale 2012, la grande finale des Ligues majeures de baseball. Cette série au meilleur de sept parties débute le dimanche 14 octobre 2012 et se termine le lundi 22 octobre par une victoire des Giants de San Francisco, quatre matchs à trois sur les Cardinals de Saint-Louis.

## Nouveau format de séries éliminatoires
Le 2 mars 2012, la Ligue majeure de baseball annonce un nouveau format de séries éliminatoires qui permettra à 10 équipes, et non plus 8, de se qualifier au terme de la saison régulière. La tenue de matchs de meilleurs deuxièmes le 5 octobre précède la tenue des Séries de divisions, pour lesquelles 4 équipes par ligue (Nationale et Américaine) sont qualifiées. Le nouveau format de séries éliminatoires est cependant sans conséquence pour les Séries de championnat.

## Équipes en présence
Avec 94 victoires et 68 défaites, les Giants de San Francisco remportent pour la seconde fois en trois ans le championnat de la division Ouest de la Ligue nationale. Ils devancent par 8 parties les Dodgers de Los Angeles en tête de leur section pour un premier titre depuis leur conquête de la Série mondiale 2010. Durant la saison, San Francisco gagne 8 matchs de plus qu'en 2011, une année où ils avaient raté les séries d'après-saison. San Francisco entreprend les séries éliminatoires 2012 contre les champions de la division Centrale, les Reds de Cincinnati. Après avoir perdu devant leurs partisans les deux premiers matchs de cette Série de division, les Giants remportent les trois parties suivantes à Cincinnati pour éliminer les Reds dans la limite de cinq parties.
Champions de la Série mondiale 2011, les Cardinals de Saint-Louis sont la cinquième et dernière équipe qualifiée pour les éliminatoires à l'issue de la saison régulière 2012. Leur fiche de 88 victoires et 74 défaites, deux gains de moins qu'en 2011, les place au second rang de la section Centrale de la Ligue nationale, à neuf matchs de Cincinnati. Après avoir remporté le premier match de meilleur deuxième de l'histoire de la Ligue majeure, 6-3 sur les Braves à Atlanta, les Cardinals éliminent trois victoires à deux le meilleur club de la saison, les Nationals de Washington, en Série de division. Tirant de l'arrière 7-5 en neuvième manche du dernier match à Washington, les Cardinals inscrivent quatre points pour enlever le match 9-7 et surprendre leurs adversaires.
C'est la 10e fois que Saint-Louis joue en Série de championnat et une 6e participation pour San Francisco. Les deux clubs s'y sont affrontés en deux occasions : les Cardinals ont remporté dans la limite de sept parties la Série de championnat 1987 sur les Giants, tandis que ces derniers ont triomphé quatre victoires à une en Série de championnat 2002. En saison régulière 2012, ils se sont affrontés six fois, chaque équipe remportant trois matchs. C'est la première fois de l'histoire des Séries de championnat du baseball majeur que les vainqueurs des deux dernières Séries mondiales s'affrontent au cours de cette ronde éliminatoire.

## Déroulement de la série

### Calendrier des rencontres
La première équipe à remporter quatre victoires est sacrée championne de la Ligue nationale et la représente en Série mondiale 2012.
| Match | Date       | Visiteur                 | Hôte                     | Score |
| ----- | ---------- | ------------------------ | ------------------------ | ----- |
| 1     | 14 octobre | Cardinals de Saint-Louis | Giants de San Francisco  | 6 - 4 |
| 2     | 15 octobre | Cardinals de Saint-Louis | Giants de San Francisco  | 1 - 7 |
| 3     | 17 octobre | Giants de San Francisco  | Cardinals de Saint-Louis | 1 - 3 |
| 4     | 18 octobre | Giants de San Francisco  | Cardinals de Saint-Louis | 3 - 8 |
| 5     | 19 octobre | Giants de San Francisco  | Cardinals de Saint-Louis | 5 - 0 |
| 6     | 21 octobre | Cardinals de Saint-Louis | Giants de San Francisco  | 1 - 6 |
| 7     | 22 octobre | Cardinals de Saint-Louis | Giants de San Francisco  | 0 - 9 |

### Match 1
Dimanche 14 octobre 2012 au AT&T Park, San Francisco, Californie.
| Cardinals de Saint-Louis | 0 | 2 | 0 | 4 | 0 | 0 | 0 | 0 | 0 | 6 | 8 | 0 |
| Giants de San Francisco | 0 | 0 | 0 | 4 | 0 | 0 | 0 | 0 | 0 | 4 | 7 | 1 |
| Lanceurs partants : STL : Lance Lynn SF : Madison Bumgarner Vic. : Edward Mujica (1-0) Déf. : Madison Bumgarner (0-1) Sauv. : Jason Motte (1) HRs : STL : David Freese (1), Carlos Beltrán (1) |   |   |   |   |   |   |   |   |   |   |   |   |

Pour la première fois de l'histoire dans un premier match de Série de championnat, de la Ligue américaine ou de la Nationale, les deux lanceurs partants ne franchissent pas la quatrième manche. Madison Bumgarner, des Giants, est frappé durement : il donne 6 points et 8 coups sûrs en trois manches et deux tiers lancées. David Freese et Carlos Beltrán claquent des circuits de deux points à ses dépens, alors qu'un double de Pete Kozma et un simple de Jon Jay aident Saint-Louis à se forger une avance de 6-0. San Francisco réplique avec 4 points en quatrième manche sur un simple de Brandon Belt, un triple de Gregor Blanco et un double de Brandon Crawford, chassant le lanceur Lance Lynn de la partie. Les Cardinals utilisent six releveurs pour garder le pointage à 6-4 jusqu'à la fin et remporter la partie.

### Match 2
Lundi 15 octobre 2012 au AT&T Park, San Francisco, Californie.
| Cardinals de Saint-Louis | 0 | 1 | 0 | 0 | 0 | 0 | 0 | 0 | 0 | 1 | 5  | 2 |
| Giants de San Francisco | 1 | 0 | 0 | 4 | 0 | 0 | 0 | 2 | X | 7 | 12 | 0 |
| Lanceurs partants : STL : Chris Carpenter SF : Ryan Vogelsong Vic. : Ryan Vogelsong (1-0) Déf. : Chris Carpenter (0-1) HRs: SF : Ángel Pagán (1) |   |   |   |   |   |   |   |   |   |   |    |   |

Chris Carpenter n'est pas à son meilleur pour Saint-Louis, accordant 5 points en 6 manches lancées. Seulement deux points sont mérités cependant, après une erreur qu'il commet lui-même et une autre de son voltigeur de gauche Matt Holliday. Le même Holliday frappe le joueur de deuxième but des Giants Marco Scutaro en voulant briser un double jeu en première manche. Blessé, Scutaro demeure dans la partie et frappe avec les buts remplis contre Carpenter en quatrième manche : son simple doublé de l'erreur de Holliday fait marquer trois points pour San Francisco. Il est retiré du match en sixième reprise. Menés par une attaque de 12 coups sûrs et par une solide performance du lanceur Ryan Vogelsong, qui ne donne que quatre coups sûrs et un point en sept manches lancées, les Giants remportent, par le score de 7 à 1, une première victoire à domicile dans ces séries éliminatoires de 2012.

### Match 3
Mercredi 17 octobre 2012 au Busch Stadium, Saint-Louis, Missouri.
| Giants de San Francisco | 0 | 0 | 1 | 0 | 0 | 0 | 0 | 0 | 0 | 1 | 9 | 1 |
| Cardinals de Saint-Louis | 0 | 0 | 2 | 0 | 0 | 0 | 1 | 0 | X | 3 | 6 | 0 |
| Lanceurs partants : SF : Matt Cain STL : Kyle Lohse Vic. : Kyle Lohse (1-0) Déf. : Matt Cain (0-1) Sauv. : Jason Motte (2) HRs: STL : Matt Carpenter (1) |   |   |   |   |   |   |   |   |   |   |   |   |

En première manche, Carlos Beltrán se blesse au genou et est remplacé par Matt Carpenter. Ce dernier réussit en troisième reprise en circuit de deux points contre Matt Cain pour placer les Cardinals en avant 2-1. Saint-Louis ajoute un point avant que le match ne soit interrompu pendant 3 heures et 28 minutes à cause de la pluie. L'interruption est finalement plus longue que le match lui-même. Lorsque les joueurs retournent sur le terrain, Jason Motte est envoyé au monticule et lance deux manches pour protéger la victoire de 3-1 des Cards.

### Match 4
Jeudi 18 octobre 2012 au Busch Stadium, Saint-Louis, Missouri.
| Giants de San Francisco | 0 | 1 | 0 | 0 | 0 | 0 | 0 | 0 | 2 | 3 | 6  | 1 |
| Cardinals de Saint-Louis | 2 | 0 | 0 | 0 | 2 | 2 | 2 | 0 | X | 8 | 12 | 0 |
| Lanceurs partants : SF : Tim Lincecum STL : Adam Wainwright Vic. : Adam Wainwright (1-0) Déf. : Tim Lincecum (0-1) HRs : SF : Hunter Pence (1), Pablo Sandoval (1) |   |   |   |   |   |   |   |   |   |   |    |   |

Brillant en relève depuis le début des éliminatoires, Tim Lincecum obtient son premier départ des séries 2012, mais échoue en accordant quatre points, trois buts-sur-balles et six coups sûrs en quatre manches et deux tiers lancées. Après avoir accordé des points sur des coups sûrs de Matt Holliday et Yadier Molina en cinquième, il est remplacé par George Kontos, qui donne un double de deux points à Jon Jay en sixième manche. Saint-Louis l'emporte facilement tandis que leur lanceur partant Adam Wainwright n'accorde qu'un point sur quatre coups sûrs en sept manches de travail. Malgré deux points des Giants contre un releveur en neuvième manche, les Cardinals triomphent 8-3 et sont à une victoire d'accéder à la Série mondiale.

### Match 5
Vendredi 19 octobre 2012 au Busch Stadium, Saint-Louis, Missouri.
| Giants de San Francisco | 0 | 0 | 0 | 4 | 0 | 0 | 0 | 1 | 0 | 5 | 6 | 0 |
| Cardinals de Saint-Louis | 0 | 0 | 0 | 0 | 0 | 0 | 0 | 0 | 0 | 0 | 7 | 1 |
| Lanceurs partants : SF : Barry Zito STL : Lance Lynn Vic. : Barry Zito (1-0) Déf. : Lance Lynn (0-1) HRs : SF : Pablo Sandoval (2) |   |   |   |   |   |   |   |   |   |   |   |   |

Laissé de côté par les Giants lors des séries éliminatoires de 2010, le lanceur gaucher Barry Zito joue son premier match d'après-saison depuis 2006 alors qu'il évoluait pour Oakland. Avec son club risquant l'élimination, Zito lance son meilleur match depuis le début de son décevant séjour chez les Giants. Il blanchit les Cardinals durant sept manches et deux tiers, espaçant six coups sûrs et enregistrant six retraits au bâton. Son offensive lui donne tous les points dont il a besoin en quatrième manche avec une poussée de quatre points, Zito produisant lui-même le dernier point avec un amorti qui devient simple à l'avant-champ et pousse Gregor Blanco au marbre. En huitième, Pablo Sandoval frappe son deuxième circuit en deux matchs pour un point supplémentaire. Les Giants renvoient la série à San Francisco avec un triomphe de 5-0.

### Match 6
Dimanche 21 octobre 2012 au AT&T Park, San Francisco, Californie.
| Cardinals de Saint-Louis                                                                                               | 0 | 0 | 0 | 0 | 0 | 1 | 0 | 0 | 0 | 1 | 5 | 1 |
| Giants de San Francisco                                                                                                | 1 | 4 | 0 | 0 | 0 | 0 | 0 | 1 | X | 6 | 9 | 1 |
| Lanceurs partants : STL : Chris Carpenter SF : Ryan Vogelsong Vic. : Ryan Vogelsong (2-0) Déf. : Chris Carpenter (0-2) |   |   |   |   |   |   |   |   |   |   |   |   |

Le lanceur partant des Giants Ryan Vogelsong réussit un sommet en carrière de 9 retraits sur des prises et ne donne qu'un point sur quatre coups sûrs aux Cardinals en sept manches lancées. Tout comme dans le second match de la série, les frappeurs San Francisco donnent du fil à retordre à Chris Carpenter. Le partant des Cardinals est rapidement dans l'embarras, et sa défensive ne lui vient pas en aide, une erreur de l'arrêt-court Pete Kozma sur une balle frappée par le lanceur Vogelsong coûtant un point en deuxième manche. Carpenter accorde cinq points, dont seulement deux sont mérités, et ne lance que quatre manches. San Francisco compte quatre fois en deuxième, inscrivant notamment deux points sur un double de Marco Scutaro. Victorieux 6 à 1, les Giants forcent un match ultime à San Francisco en évitant encore l'élimination et créant l'égalité 3-3 dans la série.

### Match 7
Lundi 22 octobre 2012 au AT&T Park, San Francisco, Californie.
| Cardinals de Saint-Louis | 0 | 0 | 0 | 0 | 0 | 0 | 0 | 0 | 0 | 0 | 7  | 2 |
| Giants de San Francisco | 1 | 1 | 5 | 0 | 0 | 0 | 1 | 1 | X | 9 | 14 | 0 |
| Lanceurs partants : STL : Kyle Lohse SF : Matt Cain Vic. : Matt Cain (1-1) Déf. : Kyle Lohse (1-1) HRs: SF : Brandon Belt (1) |   |   |   |   |   |   |   |   |   |   |    |   |

Les Giants marquent un point dans chacune des deux premières manches, le lanceur partant Matt Cain lui-même en faisant compter un en deuxième reprise avec un coup sûr au champ centre. En troisième manche, Marco Scutaro sonne la charge avec un simple, qui est suivi d'un double de Pablo Sandoval et d'un but-sur-balles à Buster Posey pour remplir les buts. Le lanceur partant des Cardinals, Kyle Lohse, est alors remplacé par Joe Kelly. Ce dernier accorde un double de deux points à Hunter Pence. Dix frappeurs passent au bâton pour San Francisco, qui marque cinq fois dans cette manche. Cain n'accorde aucun point aux Cards et quatre releveurs lui succèdent pour blanchir Saint-Louis. Brandon Belt frappe un circuit en solo en fin de huitième pour inscrire le dernier point de cette victoire de 9-0 des Giants. La rencontre se termine sous une forte averse en début de neuvième manche, qui aurait normalement provoqué l'interruption du match. Sergio Romo est au monticule pour le dernier retrait, effectué par Marco Scutaro sur un ballon faiblement frappé vers le deuxième but par Matt Holliday, le joueur des Cards qui l'avait presque blessé dans un jeu controversé au début du deuxième match.
Avec cette victoire, les Giants de San Francisco complètent un revirement, eux qui tiraient de l'arrière 1-3 dans la série et faisaient face à l'élimination dans chacune des trois dernières parties. C'est la première fois de l'histoire des Giants que l'équipe remporte un 7e match d'une série éliminatoire après cinq essais infructueux. Ils sont le 7e club à gagner une Série de championnat après avoir perdu 3 des 4 premières parties, le premier depuis les Red Sox de Boston dans la Série de championnat 2007 de la Ligue américaine contre les Indians de Cleveland et le premier de la Nationale depuis le triomphe des Marlins de la Floride sur les Cubs de Chicago en Série de championnat 2003. Ils sont aussi la première équipe à atteindre la Série mondiale après avoir surmonté un déficit de 0-2 en première ronde éliminatoire et de 1-3 en finale de leur ligue depuis l'introduction des Séries de divisions en 1995.
En revanche, les Cardinals, qui ont marqué un seul point et en ont accordé 20 dans les 3 derniers matchs contre San Francisco, s'inclinent dans ces circonstances lors d'une série éliminatoire au meilleur de sept parties pour la première fois depuis la Série de championnat 1996 perdue aux mains des Braves d'Atlanta.

## Joueur par excellence
Marco Scutaro, joueur de deuxième but des Giants de San Francisco, est nommé joueur par excellence de la Série de championnat 2012 de la Ligue nationale. L'athlète de 36 ans, acquis des Rockies du Colorado par les Giants le 26 juillet précédent, réussit 14 coups sûrs en 28 présences au bâton dans la série contre Saint-Louis. En sept matchs, il frappe 3 doubles, récolte 4 points produits et marque 5 points.
Scutaro frappe au moins deux coups sûrs dans 6 des 7 parties de la série, un fait jamais accompli dans l'histoire. Il bat le record des majeures de 5 matchs de plus d'un coup sûr dans une Série de championnat auparavant détenu par Harold Baines (Athletics, 1992) Devon White (Blue Jays, 1993), Eddie Pérez (Braves, 1999), Albert Pujols (Cardinals, 2004) et Kevin Youkilis (Red Sox, 2007).
Ses 14 coups sûrs égalent le record de la Ligue nationale pour une série de championnat, établi par Albert Pujols avec les Cardinals de 2004, et le record du baseball majeur qu'il partage désormais avec Pujols, Hideki Matsui (Yankees, 2004) et Kevin Youkilis (Red Sox, 2007). Il bat aussi le record des Giants de 13 coups sûrs dans une Série de championnat, établi en seulement 5 matchs par Will Clark en 1989.